# Amaury Capiot
Amaury Capiot (* 25. Juni 1993 in Tongern) ist ein belgischer Radrennfahrer, der auf der Straße aktiv ist.

## Sportlicher Werdegang
Nach mehreren Jahren bei national registrierten Teams, zuletzt 2014 bei Lotto-Soudal U23, wurde Capiot 2015 Mitglied im damaligen UCI Professional Continental Team Topsport Vlaanderen-Baloise. Für das Team fuhr er sechs Jahre, ein Sieg blieb ihm in dieser Zeit verwehrt, seine besten Ergebnisse waren ein zweiter Platz bei Danilith Nokere Koerse 2018 sowie jeweils ein zweiter Etappenplatz bei der Dänemark-Rundfahrt und der Tour de Wallonie 2019.
Zur Saison 2021 wechselte Capiot zum UCI ProTeam Arkéa-Samsic. Im achten Jahr als Profi erzielte er zum Auftakt der Saison 2022 seinen ersten internationalen Sieg in der Eliteklasse, als er den Grand Prix Cycliste La Marseillaise gewann. Im selben Jahr folgte noch ein Etappensieg bei der Boucles de la Mayenne. Nachdem er 2023 ohne Sieg geblieben war, gewann er zu Beginn der Saison 2024 die vierte Etappe der Tour of Oman.

## Familie
Amaury Capiot ist der Sohn von Johan Capiot, professioneller Radrennfahrer von 1986 bis 2000.

## Erfolge
2022
- Grand Prix Cycliste La Marseillaise
- eine Etappe Boucles de la Mayenne

2024
- eine Etappe Tour of Oman

## Grand Tours-Platzierungen
| Grand Tour            | 2022 | 2023 | 2024 | 2025 |
| --------------------- | ---- | ---- | ---- | ---- |
| Giro d’ItaliaGiro     | –    | –    | –    | –    |
| Tour de FranceTour    | 84   | –    | DNF  | 136  |
| Vuelta a EspañaVuelta | –    | –    | –    |      |